# Anthene rubrimaculata
Anthene rubrimaculata är en fjärilsart som beskrevs av Embrik Strand 1909. Anthene rubrimaculata ingår i släktet Anthene och familjen juvelvingar. Inga underarter finns listade i Catalogue of Life.